# Thames Tunnel
Thames Tunnel és un túnel sota el riu Tàmesi a Londres al Regne Unit que connecta Rotherhithe i Wapping. És a una profunditat de 23 metres i és el primer túnel conegut que es va construir amb èxit sota un riu navegable. Fou construït entre el 1825 i 1843 amb el nou mètode inventat per Marc Isambard Brunel.
El túnel fou dissenyat per Marc Isambard Brunel i el seu fill Isambard Kingdom Brunel i obert el 1843 perquè l'utilitzessin carruatges de cavalls però posteriorment fou comprat per fer-hi passar trens de East London Line del metro de Londres. Actualment és tancat, ja que la línia East London està  reconvertida per ser transferida a London Overground cap al 2010